# João Carlos Severiano
João Carlos Severiano ou Joãozinho, como era mais conhecido (Porto Alegre, 26 de setembro de 1941) é um ex-futebolista brasileiro.
Sua posição em campo era como meia e apesar de sua baixa estatura, tinha como característica, ser um jogador de muita habilidade e inteligência. Jogou praticamente toda a sua carreira no Grêmio Foot-Ball Porto Alegrense e passou uma rápida temporada na Argentina, onde atuou pelo Club Atlético Independiente. 
É um dos ídolos do tricolor gaúcho e esta entre os 10 maiores artilheiros do clube com 132 gols marcados.
Quando encerrou sua carreira como profissional, entrou para a vida política.

## Títulos
Grêmio
- Campeonato Gaúcho: 1962 a 1968